# 抱きしめたい (崎谷健次郎の曲)
「抱きしめたい」（だきしめたい）は1995年9月21日に発売された崎谷健次郎の通算18枚目のシングル。
「原色の花」（げんしょくのはな）をカップリングに収録している。

## 概要
プロデュースは、崎谷健次郎。
CDジャケットにおいて、「崎谷健次郎」の漢字ロゴが初披露された。
「泣かなくてもいい」以来となる、PONY CANYONレーベルで発売。
全曲のコンピューター・プログラミング、キーボードは、崎谷健次郎。
全曲のシンセ・オペレーターは、崎谷、北城浩志。

## 楽曲解説
1. 抱きしめたい
  - 崎谷の楽曲で初のヒップホップの曲で、片想いの異性へのアプローチを歌っている。
  - オリジナル・アルバム未収録曲。
  - 4thベスト・アルバム『崎谷健次郎 GOLDEN☆BEST』に収録されている。
  - 作詞は、崎谷の楽曲では初となる、岩里祐穂による作詞曲。
  - 岩里祐穂が手掛けた歌手の曲を収録したオムニバス・アルバム『Ms.リリシスト〜岩里祐穂作詞生活35周年Anniversary Album〜』（ポニーキャニオン PCCA-04384）ではDISC 1の8曲目に収録されている[3][4][5]。
  - エレクトリック・ギター：渡辺格。
2. 原色の花
  - 崎谷自身がインドネシア・バリ島への旅行から着想を得た曲で、現地採録の民族音楽・ガムランのSEを使っている。
  - オリジナル・アルバム、ベスト・アルバム未収録曲。
  - 3rd.アルバム『KISS OF LIFE』以来の、有木林子による作詞曲である。
  - 2nd.インストゥルメンタル・アルバム『KENJIRO SAKIYA HAND MADE MUSIC BOX "BRIDAL EDITION" 』にはオルゴールバージョンが収録されている。
  - バックグラウンドボーカル：崎谷健次郎。
  - スティール・ギター、アコースティック・ギター：今剛。

## 収録曲
全作曲・編曲：崎谷健次郎
1. 抱きしめたい
作詞：岩里祐穂
2. 原色の花
作詞：有木林子
3. 抱きしめたい(instrumental version)